# دکتر مونیکا
«دکتر مونیکا» (انگلیسی: Dr. Monica) یک فیلم به کارگردانی ویلیام کیلی و ویلیام دیترله است که در سال ۱۹۳۴ منتشر شد. از بازیگران آن می‌توان به کی فرانسیس و وارن ویلیام اشاره کرد.